# From Under the Cork Tree
From Under the Cork Tree este al doilea album de studio al formației americane de rock, Fall Out Boy. A fost lansat pe data de 3 mai 2005, prin Island Records ca debutul formației cu casă de discuri majoră. Muzica a fost compusă de vocalistul principal și chitaristul Patrick Stump, iar versurile au fost scrise de basistul Pete Wentz, continuând abordarea scrisului pe care formația a luat-o pentru unele piese de pe efortul lor din 2003, Take This to Your Grave. Neal Avron a fost producătorul. Comentând temele liricale ale albumului, Wentz a spus că versurile erau despre „anxietatea și depresia care te fac să te uiți la propria ta viață”. Pentru a promova albumul, grupul a fost cap de afiș a mai multor turnee mondiale și au cântat la diferite festivale muzicale. Pentru turneul Black Clouds and Underdogs albumul a fost relansat ca From Under the Cork Tree (Limited "Black Clouds and Underdogs" Edition), care conținea cântece noi și remixe.
Albumul a fost primul succes major al formației Fall Out Boy. Condus de single-ul principal „Sugar, We're Goin Down”, albumul a debutat la No. 9 pe US Billboard 200 cu 68,000 de vânzări în prima săptămână, o poziție pe care a stat timp de două săptămâni non-consecutive, câștigând formației primul lor album în top zece și devenind albumul care a stat pe chart cel mai mult și cel mai bine vândut album. A stat în top douăzeci timp de paisprezece săptămâni din totalul de șaptezeci și opt de săptămâni pe chart. De asemenea, albumul și single-urile sale au câștigat diverse premii și au primit o certificație Dublă Platină. A vândut peste 2.5 milioane de albume în Statele Unite din 2007, și peste 3 milioane mondial. Din februarie 2013 Cork Tree are 2.7 milioane de vânzări în SUA. Albumul a produs două hituri foarte populare, „Sugar, We're Goin Down” și „Dance, Dance”, ajungând No. 8 și No. 9 pe Billboard Hot 100 respectiv și fiind difuzate la radio la stații Pop și Alternative. În 2005 albumul a fost clasat numărul optsprezece pe „Top 100 cel mai bine vândute albume a anului în SUA” cu 1,654,320 de vânzări și No. 43 pe lista IFPI „Top 50 cel mai bine vândute albume din 2005” mondial. Internațional a afectat Regatul Unit și Canada.

## Dezvoltare
Fall Out Boy a fost formată în apropierea orașului Chicago, Illinois în 2001. Formația a debutat cu un demo lansat de ei înșiși în același an, iar înn 2002 au lansat un EP cu Project Rocket prin Uprising Records. Un prim mini-album, Fall Out Boy's Evening Out with Your Girlfriend a fost înregistrat în 2002 dar a fost lansat în 2003 de către Uprising împotriva voinței formației. Ambele lansării au ajutat Fall Out Boy să câștige notorietate pe Internet și atenție de la casele de discuri. Formația a semnat cu Fueled By Ramen și a primit un avans de la Island Records, care a finanțat producția albumului Take This to Your Grave. Grave a devenit un succes și a ajutat formația să câștige fani dedicați.  Fall Out Boy s-a întors în studio în noiembrie 2004 ca să înceapă să lucreze la un nou album.
Totuși, grupul a avut un regres în februarie 2005 după ce anxietățiile lui Wentz despre crearea unui album a adus la un act eșuat de sinucidere. Wentz a explicat, „Este foarte copleșitor când ești pe punctul de a face ceva foarte mare și te gândești că va fi un mare eșec. Am fost chinuit de îndoiala de sine”. După terapie, Wentz s-a întors în formație și s-au îndreptat către Burbank, California pentru a înregistra albumul album.
From Under the Cork Tree a fost înregistrat în Burbank, California, și a servit ca prima oară câmd formația a rămas în California pentru o perioadă prelungită de timp. Grupul trăia în locuințe închiriate în timpul facerii albumului. În contrast cu programul grăbit de înregistrare al Take This to Your Grave, Fall Out Boy a avut un ritm mai treptat în timp ce lucrau la From Under the Cork Tree. A fost primul album de Fall Out Boy în care Stump a creat toate melodiile iar Wentz a scris toate versurile, continuând abordarea pe care au luat-o pentru câteva cântece de pe Grave. Stump a simțit că acest proces era mult mai „neted” pentru că fiecare membru se putea concentra pe abilitățiile lor proprii. El a explicat: „Nu am avut niciodată momente în care eu să fac muzica și el să spună „Nu îmi place”, iar el să-mi citească versui iar eu să spun, „Nu îmi plac versurile”. E foarte natural și distractiv”. În ciuda acesteia, formația a avut mari dificultăți creând sunetul dorit pentru album, răsfoind constant prin materiale noi. Cu două săptămâni înainte ca sesiunea de înregistrare să înceapă, grupul a abandonat zece piese și au scris încă opt, incluzând primul single al albumului, „Sugar, We're Goin Down”.
Refrenul piesei „Sugar, We're Goin Down” aproape că a fost scos de tot de către casa de discuri a grupului, dar în cele din urmă a fost recuperat. Wentz și-a amintit, „Casa noastră de discuri ne-a spus că refrenul avea prea multe cuvinte și că chitarele erau prea grele și că stațiile de radio nu o să transmită piesa”. Island Records de asemenea a intervenit când formația voia să intituleze prima piesă de pe album „My Name is David Ruffin And These Are The Temptations” („Numele meu e David Ruffin iar aceștia sunt The Temptations”). Wentz a dezvăluit „Casa noastră de discuri a spus, „Veți fi dați în judecată pentru asta”, iar avocatul nostru a spus, „Veți fi dați în judecată cu siguranță dacă faceți asta”, care era foarte neplăcut. Așă ca am zis, „OK, de ce să nu te imortalizăm într-un cântec?””. Grupul pe urmă a redenumit piesa în „Our Lawyer Made Us Change the Name of This Song So We Wouldn't Get Sued” („Avocatul nostru ne-a pus să schimbăm numele piesei ca să nu fim dați în judecată”).

## Single-uri
Primul single de pe album, „Sugar, We're Goin Down”, a fost lansat pe data de 25 august 2015 și a devenit single-ul major al formației. Cel de-al doilea single, „Dance, Dance”, a fost lansat pe 17 aprilie 2006. Ultimul single, „A Little Less Sixteen Candles, a Little More "Touch Me"”, a fost lansat pe 6 iunie 2006.

## Track listing
Toate versurile sunt scrise de Pete Wentz, Toate melodiile sunt compuse de Fall Out Boy.
| Nr.             | Titlu                                                                                        | Lungime |  |
| 1.              | „Our Lawyer Made Us Change the Name of This Song So We Wouldn't Get Sued”                    | 3:09    |  |
| 2.              | „Of All the Gin Joints in All the World”                                                     | 3:11    |  |
| 3.              | „Dance, Dance”                                                                               | 3:00    |  |
| 4.              | „Sugar, We're Goin Down”                                                                     | 3:49    |  |
| 5.              | „Nobody Puts Baby in the Corner”                                                             | 3:21    |  |
| 6.              | „I've Got a Dark Alley and a Bad Idea That Says You Should Shut Your Mouth (Summer Song)”    | 3:11    |  |
| 7.              | „7 Minutes in Heaven (Atavan Halen)”                                                         | 3:02    |  |
| 8.              | „Sophomore Slump or Comeback of the Year”                                                    | 3:23    |  |
| 9.              | „Champagne for My Real Friends, Real Pain for My Sham Friends”                               | 3:23    |  |
| 10.             | „I Slept with Someone in Fall Out Boy and All I Got Was This Stupid Song Written About Me”   | 3:31    |  |
| 11.             | „A Little Less Sixteen Candles, a Little More "Touch Me"”                                    | 2:49    |  |
| 12.             | „Get Busy Living or Get Busy Dying (Do Your Part to Save the Scene and Stop Going to Shows)” | 3:27    |  |
| 13.             | „XO”                                                                                         | 3:40    |  |
| Lungime totală: | Lungime totală:                                                                              | 43:00   |  |

Ediția limitată „Black Clouds and Underdogs”
Pe 14 martie 2006, o versiune separată a albumului a fost lansată aub numele From Under the Cork Tree (Limited "Black Clouds and Underdogs" edition). Aceasta conținea 18 piese în total, primele 13 fiind cele originale. Albumul s-a ridicat la No. 9 pe Billboard 200 după relansare, cea de-a doua săptămână pe poziția sa. Cele trei piese noi și două remixe de dans sunt în această ordine:
| Nr.             | Titlu                                           | Lungime |  |
| 14.             | „Snitches and Talkers Get Stitches and Walkers” | 2:50    |  |
| 15.             | „The Music or the Misery”                       | 3:28    |  |
| 16.             | „My Heart Is the Worst Kind of Weapon” (demo)   | 3:22    |  |
| 17.             | „Sugar, We're Goin Down” (Patrick Stump remix)  | 4:00    |  |
| 18.             | „Dance, Dance” (Lindbergh Palace remix)         | 3:28    |  |
| Lungime totală: | Lungime totală:                                 | 60:28   |  |

iTunes a lansat un EP similar cu From Under the Cork Tree (Limited "Black Clouds and Underdogs" Edition) consistând din 8 piese: cele 5 de mai sus și videoclipurile pieselor „Sugar We're Goin Down” și „Dance, Dance”. De asemenea conține o interpretare live a piesei „Sugar, We're Goin Down”.
Ediția limitată se vinde uneori cu cea originală sub același nume.
Albumul a fost reprimat pe vinil în ianuarie 2013 cu piesele bonus de pe „Black Clouds and Underdogs”. A fost pe un vinil maroniu, și a fost limitat la 1500 de copii, și a fost vândut exclusiv la Hot Topic.

## Personal
| Fall Out Boy - Patrick Stump – Voce, chitară - Pete Wentz – Chitară bas, vocale neclare - Joe Trohman – Chitară - Andy Hurley – Baterie Artiști suplimentari - William Beckett (de la The Academy Is...) – Vocale pe „Sophomore Slump or Comeback of the Year” - Brendon Urie (de la Panic! at the Disco) – voce de fundal pe „7 Minutes in Heaven (Atavan Halen)” - Chad Gilbert (de la New Found Glory) – Vocale pe „I Slept With Someone in Fall Out Boy and All I Got Was This Stupid Song Written about Me” Artwork - Louis Marino – Direcție creativă - Frank Gargiulo – Direcție artistică și design-ul albumului | Producere - Neal Avron – Producere, mixing pe piesele: 1, 5, 6, 7, 9, 10, 12, 13 - Tom Lord-Alge – Mixing pe piesele: 2, 3, 4, 8, 11 - Femio Hernandez – Asistent la mixing - Brian „Big Bass” Gardner – Mastering - Travis Huff – Inginerie Pro Tools - Mike Fasano – Tehnica tobelor - Dan Suh – Tehnica chitarelor Management - Bob Mclynn – Management pentru Crush Music Media - Andrew Simon – Booking pentru APA - Mike Mckoy – Legal - Mareia Hyman – Business Management pentru East Bay Business - Robert Stevenson – A&R pentru Island Records - John Janick – A&R pentru Fueled By Ramen - Eric Wong – Marketing - Tara Podolsky & Erica Bowen – Administrare A&R |

## Chart-uri și certificații

### Chart-uri
| Chart               | Poziție pe chart |
| ------------------- | ---------------- |
| Australia           | 87               |
| Belgia (Flandra)    | 99               |
| Canada              | 7                |
| Franța              | 131              |
| Irlanda             | 32               |
| Japonia             | 86               |
| Noua Zeelandă       | 29               |
| Regatul Unit        | 12               |
| US Billboard 200    | 9                |
| US Rock (Billboard) | 2                |

### Certificații
| Regiune                                            | Certificări | Vânzări    |
| -------------------------------------------------- | ----------- | ---------- |
| Canada (Music Canada)                              | 2× Platinum | 200.000^   |
| Regatul Unit (BPI)                                 | Platinum    | 300.000^   |
| Statele Unite (RIAA)                               | 2× Platinum | 2.000.000^ |
| ^cifrele cargo sunt bazate pe un singur certificat |             |            |